# فيليبو غانا
فيليبو غانا (بالإيطالية: Filippo Ganna)‏ (و. 1996  م) هو راكب دراجة هوائية، من إيطاليا، ولد في فربانيا، شارك في ركوب الدراجات في الألعاب الأولمبية الصيفية 2016.

## سباقات أو مراحل فاز بها
| التاريخ        | السباق                                                                | المركز                                           |
| -------------- | --------------------------------------------------------------------- | ------------------------------------------------ |
| 13 سبتمبر 2015 | 2015 Chrono Champenois Masculin International                         | الفائز في التصنيف العام                          |
| 01 يناير 2016  | 2016 UCI Track Cycling World Championships – men's individual pursuit |                                                  |
| 14 فبراير 2016 | جي بي لاغونا 2016                                                     | الفائز في التصنيف العام                          |
| 08 مايو 2016   | 2016 Trofeo città di San Vendemiano                                   |                                                  |
| 29 مايو 2016   | Paris–Roubaix Espoirs 2016                                            | الفائز في التصنيف العام                          |
| 22 يونيو 2016  | سباق الطريق ضد الساعة للرجال تحت 23 سنة في بطولة إيطاليا 2016         | الفائز في التصنيف العام                          |
| 14 سبتمبر 2016 | سباق الزمن للرجال - بطولة أوروبا للدراجات 2016                        |                                                  |
| 03 أغسطس 2017  | سباق الزمن لنخبة الرجال - بطولة أوروبا للدراجات 2017                  | التاسع في التصنيف العام                          |
| 01 يناير 2018  | بطولة العالم للدراجات على المضمار 2018 – سباق المطاردة الفردية        |                                                  |
| 28 يناير 2018  | فولتا سان خوان 2018                                                   | الأول في تصنيف أفضل شاب، الثاني في التصنيف العام |
| 17 فبراير 2019 | طواف بروفانس 2019                                                     | التاسع في تصنيف أفضل شاب، التاسع في تصنيف النقاط |
| 20 أكتوبر 2019 | 2019 Chrono des Nations                                               |                                                  |
| 25 سبتمبر 2020 | سباق الزمن في بطولة العالم 2020                                       | الفائز في التصنيف العام                          |
| 19 سبتمبر 2021 | سباق الزمن في بطولة العالم 2021                                       | الفائز في التصنيف العام                          |
| 29 يناير 2023  | فولتا سان خوان 2023                                                   | الفائز في التصنيف العام                          |
| 22 يونيو 2023  | سباق الزمن على الطريق للرجال في بطولة إيطاليا 2023                    | الفائز في التصنيف العام                          |
| 26 يوليو 2023  | طواف فالونيا 2023                                                     | الفائز في التصنيف العام                          |
| 20 يونيو 2024  | 2024 Italy National Road Cycling Championships - Men ITT              | الفائز في التصنيف العام                          |

## روابط خارجية
- فيليبو غانا على موقع الاتحاد الدولي للدراجات (الإنجليزية)
- فيليبو غانا على موقع أرشيف الدراجات (الإنجليزية)
- فيليبو غانا على موقع إحصائيات الدراجات الإحترافية (الإنجليزية)
- فيليبو غانا على موقع نسبة الدراجات (الإنجليزية)
- فيليبو غانا على موقع CycleBase (الإنجليزية)
- فيليبو غانا على موقع اللجنة الأولمبية الدولية (الإنجليزية)
- فيليبو غانا على موقع أوليمبيديا (الإنجليزية)
- فيليبو غانا على موقع اللجنة الأولمبية الإيطالية (الإيطالية)
- فيليبو غانا على موقع CONI honoured athlete website (الإيطالية)